# Cutler-Formation
Die Cutler-Formation, auch Cutler-Gruppe, ist eine Gesteinsformation sedimentären Ursprungs, die in den Vereinigten Staaten in den Bundesstaaten Arizona, im nordwestlichen New Mexico, im südöstlichen Utah und im südwestlichen Colorado liegt. Sie kam im Paläozoikum vom späten Karbon (Gzhelium) bis zum Ende des unteren Perms (Kungurium) zur Ablagerung.

## Stratigraphie

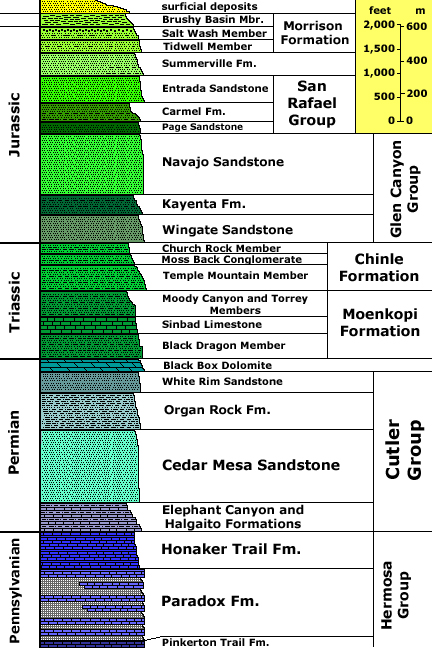
Stratigraphische Positionierung der Cutler-Formation in den Canyonlands

In Arizona und Utah wird die Gesteinseinheit meist als Cutler-Gruppe bezeichnet, der USGS zieht aber
Cutler-Formation vor.
Die Formation lässt sich in folgende Member unterteilen (von jung nach alt):
- De-Chelly-Sandstone-Member (in Arizona, Colorado, New Mexico und Utah)
- White-Rim-Sandstone-Member (nur in Utah)
- Organ-Rock-Shale-Member (in Arizona, Colorado, New Mexico, und Utah)
- Cedar-Mesa-Sandstone-Member (in Arizona und in Utah)
- Halgaito-Shale-Member (in Arizona, Colorado, New Mexico und Utah)
- Elephant-Canyon-Member (nur in Utah)

Die Cutler-Formation transgrediert mit ihrem Halgaito Member die marine Honaker-Trail-Formation aus dem Oberen Pennsylvanium. Sie wird ihrerseits vom Black Box Dolomite, dem lateralen Äquivalent des Kaibab Limestone im Grand Canyon (oberstes Perm), und der darauf folgenden triassischen Moenkopi-Formation überlagert.
Laterale Äquivalente sind im Südwesten die Supai-Gruppe im Grand-Canyon-Gebiet Arizonas und im Südosten die Abo-Formation in New Mexico.
Die Gesamtmächtigkeit der Cutler-Formation erreicht im Paradox-Becken 3700 Meter.
Die Cutler-Formation besitzt keine Typlokalität. Sie wurde 1905 von ihren Erstbeschreibern Cross und Howe nach dem Cutler Creek benannt, der etwa 6 Kilometer nördlich von Ouray in den Uncompahgre River fließt. In einer Überarbeitung der Untersuchungsergebnisse von Cross und Howe unterteilten Baker und Reeside im Jahr 1929 die Formation folgendermaßen:
- White Rim Sandstone Member
- Organ Rock Tongue
- Cedar Mesa Sandstone
- Halgaito Tongue an der Basis

Im Jahr 1946 kartierten Wood und Northrop die Formation und legten ihre geographische Ausdehnung fest. Wengerd und Matheny erhoben 1958 die Formation zu einer Gruppe, dies wird jedoch vom USGS nicht anerkannt (Stand 2005).

## Verbreitung
Die Cutler-Formation tritt in folgenden Sedimentationsräumen auf:
- Black-Mesa-Becken
- Paradox-Becken
- Piceance-Becken
- San Juan Mountains
- San-Juan-Becken
- Uinta-Becken

## Geologischer Rahmen
Die unterpermischen Rotsedimente der Cutler-Formation sind eine direkte Folgeerscheinung fortgesetzter tektonischer Unruhen, die im Oberkarbon zur Kollision Laurasias mit Gondwana geführt hatten. Ergebnis war letztendlich das Entstehen des Superkontinents Gondwana. An der Süd- und Ostseite Nordamerikas bildete sich während der Ouachita-Gebirgsbildung das Ouachita-Marathon-Orogen heraus, die kontinentwärts gerichteten Überschiebungsbewegungen dauerten bis ins Unterperm an. Die Subduktion am Westrand Nordamerikas setzte sich währenddessen weiter fort, so dass der Ablagerungsraum der Cutler-Formation beidseitig schweren tektonischen Spannungen ausgesetzt war. Die kontinentale Kruste reagierte spröde und zerbrach in mehrere Großschollen. Es entstanden die Ancestral Rocky Mountains, eine Reihe von herausgehobenen Grundgebirgsblöcken mit dazwischenliegenden Becken und Trögen (siehe die oben erwähnten Sedimentationsräume). Die tektonischen Bewegungen gingen gleichzeitig mit einem generellen Meeresspiegelanstieg einher, der zur Absaroka-Transgression führte.
Zum Zeitpunkt der Ablagerung der Cutler-Formation war der Höhepunkt der Transgression bereits wieder überschritten, marine Sedimente wurden jetzt von kontinentalen Schwemmfächersedimenten abgelöst. Hauptliefergebiet der Cutler-Sedimente war der so genannte Uncompahgre Uplift, der allmählich den Block der Uncompahgre Mountains herausgehoben hatte. Am Südwestrand der Uncompahgre Mountains entstand das Paradox-Becken, das den Abtragungsschutt des sich heraushebenden Grundgebirgsblocks aufnahm – es bildete sich die Cutler-Formation.

## Sedimentäre Entwicklung

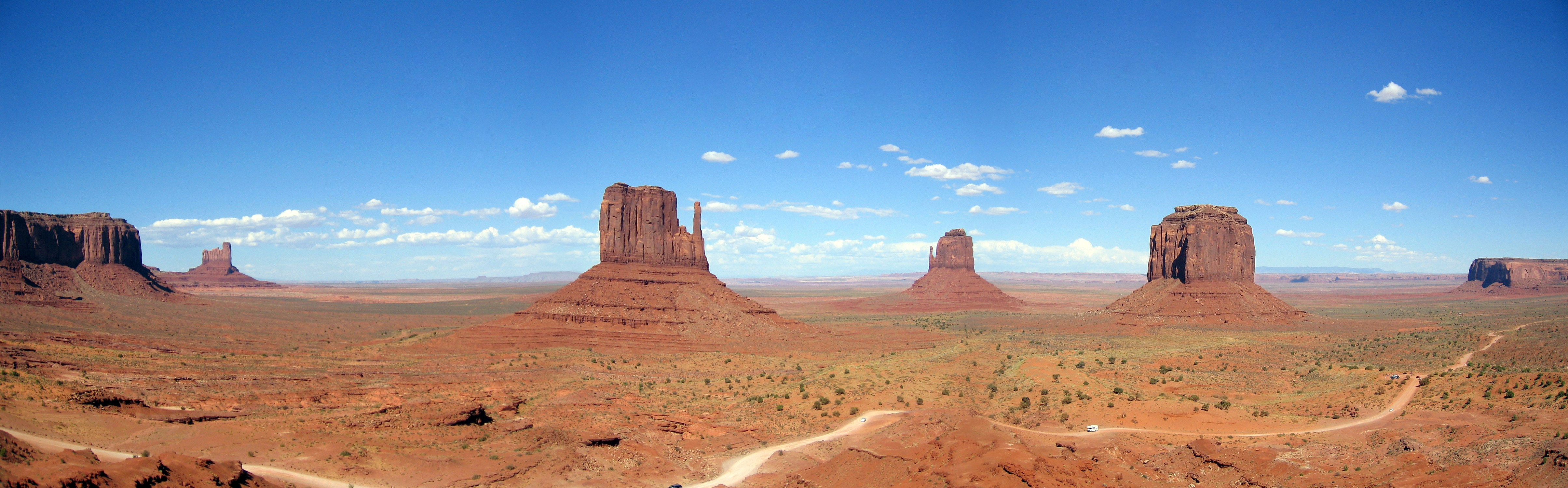
Monument Valley. Das Halgaito-Shale-Member bildet den Talboden, die Hangfüße der Buttes und Mesas bestehen aus dem Organ-Rock-Pipe-Member, die Steilwände aus dem De-Chelly-Sandstone-Member und die obersten Lagen aus den Schichten der Moenkopi-Formation und der Shinarump-Formation

Die Cutler-Formation erlangt ihre höchste Mächtigkeit im Paradox-Becken – 3700 Meter bei Moab. In unmittelbarer Nähe der Uncompahgre Mountains sind die Sedimente rotgefärbte, eisenhaltige (Hämatit-führende), grobkörnige Arkosen und polymikte Konglomerate, die unter semiariden bis ariden paläoklimatischen Bedingungen gebildet wurden. Mit zunehmender Entfernung vom Liefergebiet verlieren sie an Korngröße, um schließlich als feinkörnige Sandsteine, Siltsteine und Tonsteine in damaliger Küstennähe südwestlich ihres Ursprunggebietes abgelagert zu werden. Es sind diese feinkörnigeren, distaleren Sedimente, die eine Unterteilung der Cutler-Formation in ihre einzelnen Member ermöglichen, in unmittelbarer Nähe der Uncompahgre Mountains ist dies nicht der Fall, hier bleibt die Formation ungegliedert.
Dennoch lassen sich auch in den ungegliederten Schwemmfächersedimenten bis zu drei Großzyklen ausscheiden, welche das pulsartig erfolgende Herausheben der Uncompahgre Mountains widerspiegeln. So werden in New Mexico die El-Cobre-Canyon-Formation und die jüngere Arroyo-del-Agua-Formation ausgeschieden – beide weltbekannt für ihre reiche Tetrapodenfauna (siehe unten).
Die Cutler-Formation ist insgesamt betrachtet ein sehr komplex aufgebauter Sedimentkörper, dessen Member sich meist mehrfach untereinander verzahnen. Weitere Komplikationen werden durch eine ausgedehnte Salztektonik verursacht, welche sich auf die unterlagernden Evaporite der Paradox-Formation zurückführen lässt.
Die untergliederte Cutler-Formation setzt mit einer von Nordwesten erfolgenden Transgression ein, welche die karbonathaltigen Sedimente des Elephant-Canyon-Members ablagerte. Anhand von Fusuliniden kann dem Elephant-Canyon-Member ein oberkarbonisches Alter (Gzhelium) zugewiesen werden. Gegen Südosten verzahnt es sich mit den siliziklastischen, fluviatilen Rotsedimenten und Lössablagerungen des Halgaito-Shale-Members. Überlagert werden diese beiden basalen Member sodann von dem Cedar-Mesa-Sandstone-Member, einem relativ feinkörnigen, weißen Sandstein, der markante Steilwände bildet. Das Cedar-Mesa-Sandstone-Member enthält zum Teil fossilisierte Sandbänke mitsamt Barriereinsel (Nordwestabschnitt), besteht aber im Wesentlichen aus den äolischen Ablagerungen eines küstennahen Ergs (Hauptwindrichtung Nordwest) und untergeordneten Sabchasedimenten (Südostabschnitt). Es verzahnt sich seinerseits gegen Ost und Südost mit den fluviatilen Rotsedimenten des Organ-Rock-Shale-Members, relativ feinkörnigen, erosionsanfälligen Arkosen aus den Uncompahgre Mountains. Da nur noch feinkörnige Sedimente aus den Uncompahgre Mountains geliefert wurden, lässt dies auf eine bereits weitgehende Einebnung des Grundgebirgblocks schließen. Das Cedar-Mesa-Sandstone-Member geht dann allmählich in das White-Rim-Sandstone-Member über, einem weißen, schräggeschichteten, sehr kompakten Sandstein äolischen Ursprungs (küstennahe Sanddünenfazies, Hauptwindrichtung ebenfalls Nordwest). Auch das White-Rim-Sandstone-Member verzahnt sich in östlicher Richtung mit dem rotgefärbten Organ-Rock-Shale-Member, wobei sehr beeindruckende Farbkontraste entstehen. Die Cutler-Formation schließt mit dem De-Chelly-Sandstone-Member, das nur unwesentlich jünger als das White-Rim-Sandstone-Member ist. Es handelt sich hier um orangerote, schräggeschichtete Sandsteine, die im Südwestteil des Ablagerungsraumes ebenfalls einen sehr großen Erg bildeten. Die Ausrichtung der Dünenfelder lässt auf nördliche bis nordöstliche Winde schließen, welche die Sandfraktion aus dem Gebiet der mittlerweile nahezu eingeebneten Uncopahgre Mountains in Richtung Flachmeer herausbliesen.

## Bodenschätze
Neben Hämatit enthält die Cutler-Formation Uran, Vanadium, Kupfer, Barium und Seltene Erden. Das Uran findet sich als intraformationelle Anreicherungen in fluviatilen Sandsteinen, kann aber auch an Spaltenfüllungen laramischen Alters (zirka 60 Millionen Jahre) gebunden sein. Fundort des letzteren Typus ist Kane Creek in Utah.

## Fossilinhalt
Die Cutler-Formation beherbergt eine reichhaltige Tetrapodenfauna sowie deren Spurenfossilien, außerdem enthält sie Fische, Pflanzenreste, Brachiopoden, Bryozoen, Crinoiden, Korallen, und die oben bereits erwähnten Fusuliniden.
Fische:
- Etosteorhachis - Neopterygii ?
- Xenacanthus - Elasmobranchier

Tetrapoden:
- Aerosaurus - Pelycosaurier
- Anconastes vesperus - Amphibium
- Bolosaurus - ursprünglicher Anapside - Bolosauridae
- Broiliellus - Temnospondyle
- Chenoprosopus - Temnospondyle
- Desmatodon - ursprünglicher Amniot
- Diadectes - ursprünglicher Amniot
- Ecolsonia - Temnospondyle
- Edaphosaurus novomexicanus - Pelycosaurier
- Eryops - Temnospondyle
- Limnoscelis - Anthracosaurier
- Oedaleops - Pelycosaurier
- Ophiacodon - Pelycosaurier
- Platyhystrix - Temnospondyle
- Rhiodenticulatus - ursprünglicher Anapside - Captorhinidae
- Seymouria - Anthracosaurier
- Sphenacodon - Pelycosaurier
- Stegotretus - Mikrosaurier
- Tseajaia - ursprünglicher Amniot
- Zarcasaurus - Diapside - Araeoscelidae
- Zatrachys - Temnospondyle

Tetrapodenspuren:
- Batrachichnium - Amphibium
- Dimetropus - Reptil
- Dromopus - Reptil
- Limnopus - Amphibium

Pflanzen:
- Alethopteris serlii
- Callipteris
- Neuropteris scheuchzeri
- Walchia

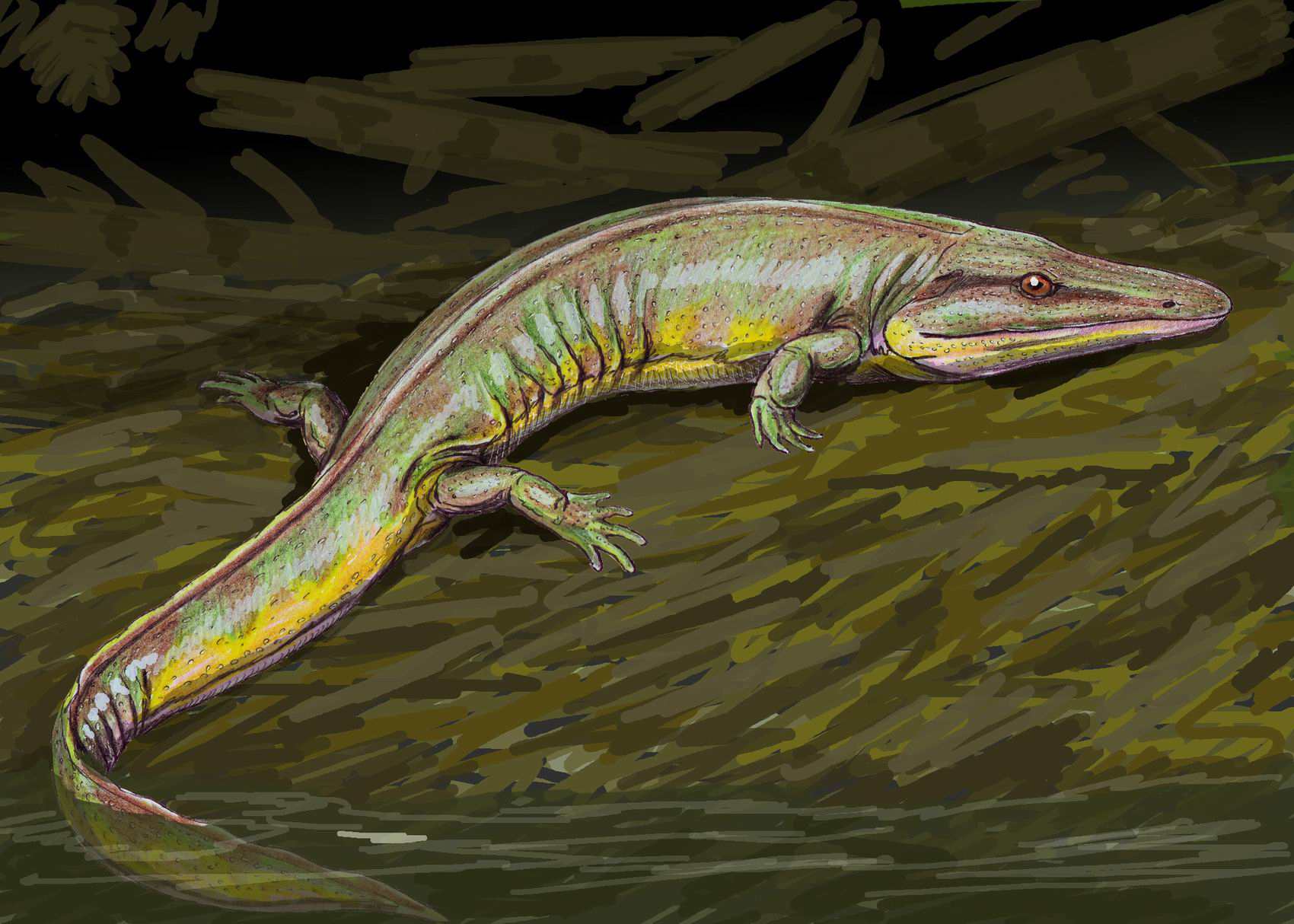
Chenosprosopus
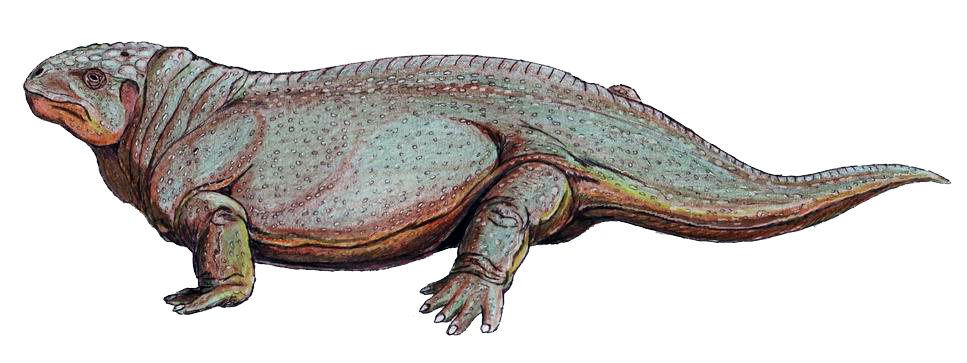
Diadectes
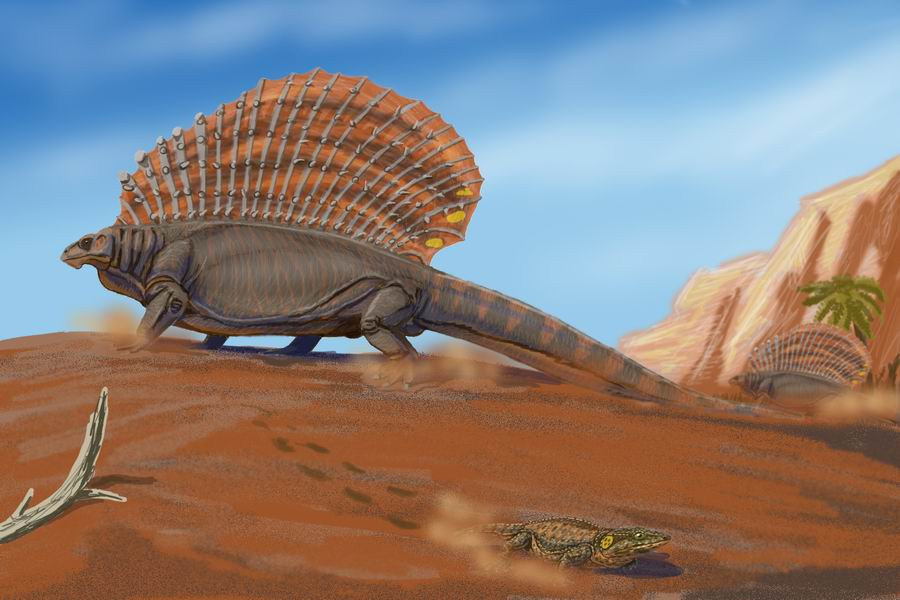
Edaphosaurus
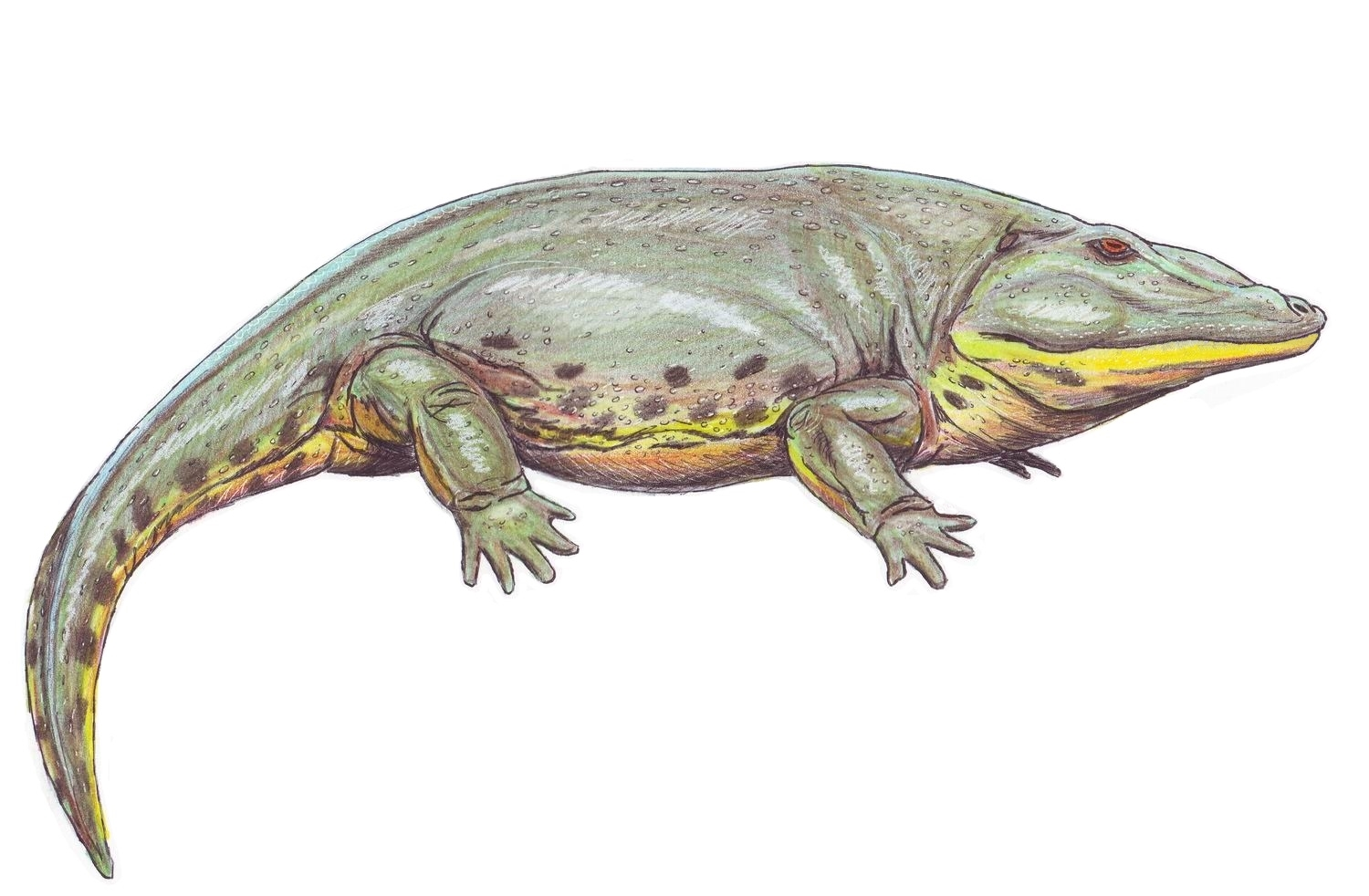
Eryops
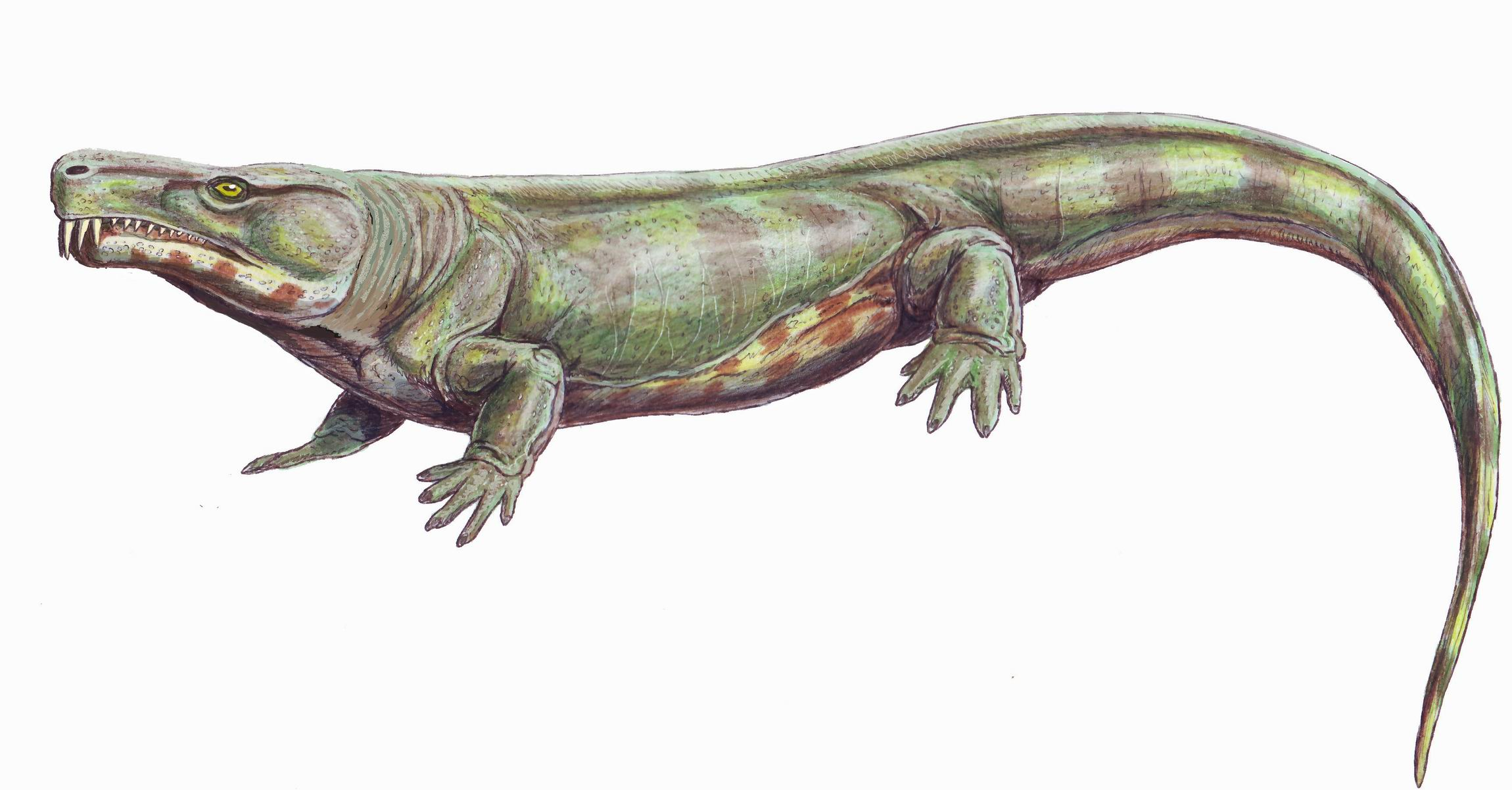
Limnoscelis
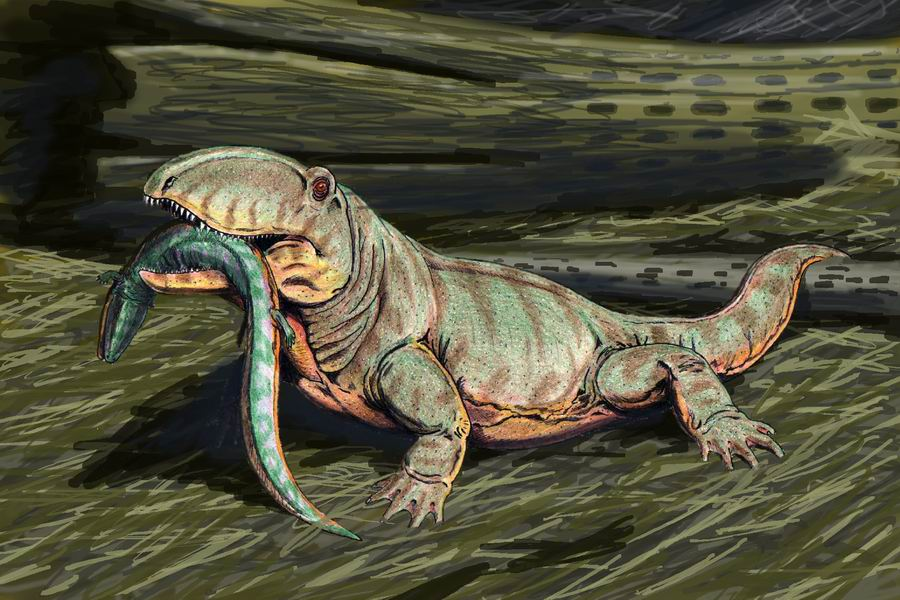
Ophiacodon
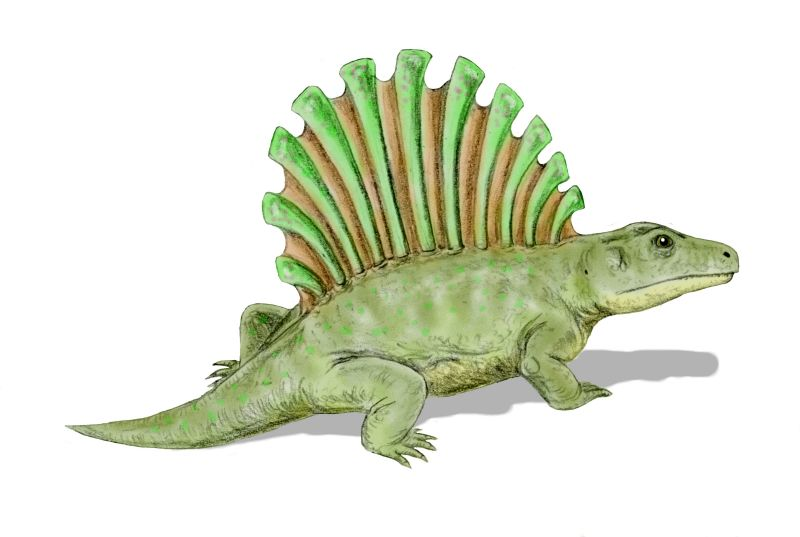
Platyhystrix
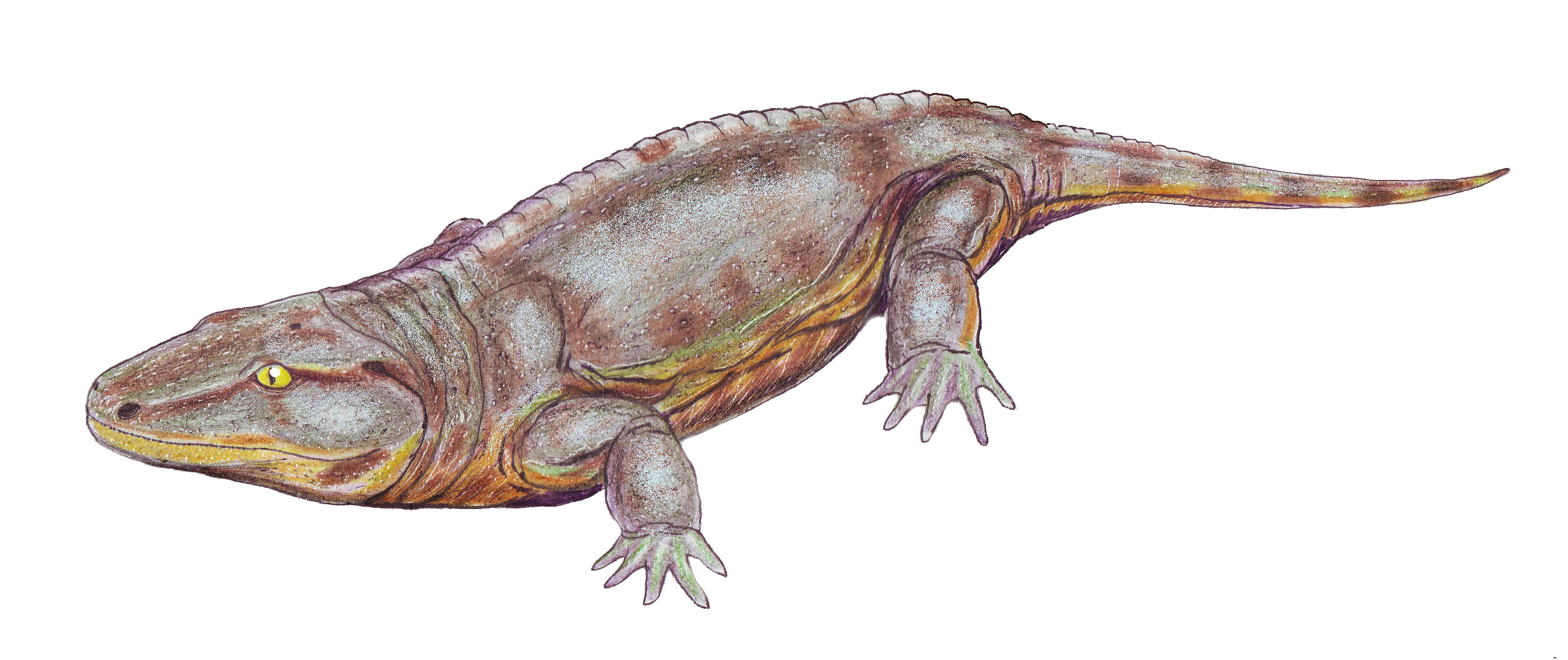
Seymouria
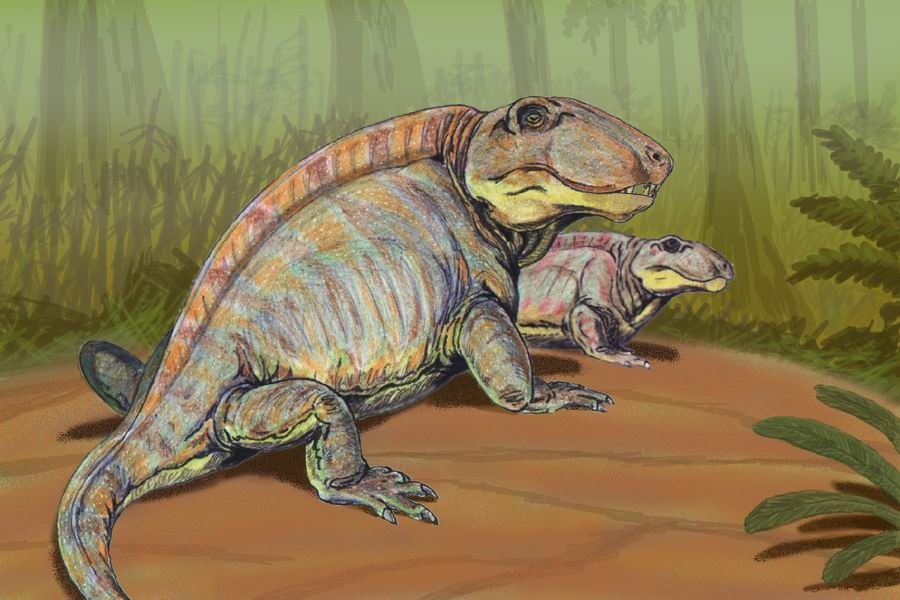
Sphenacodon
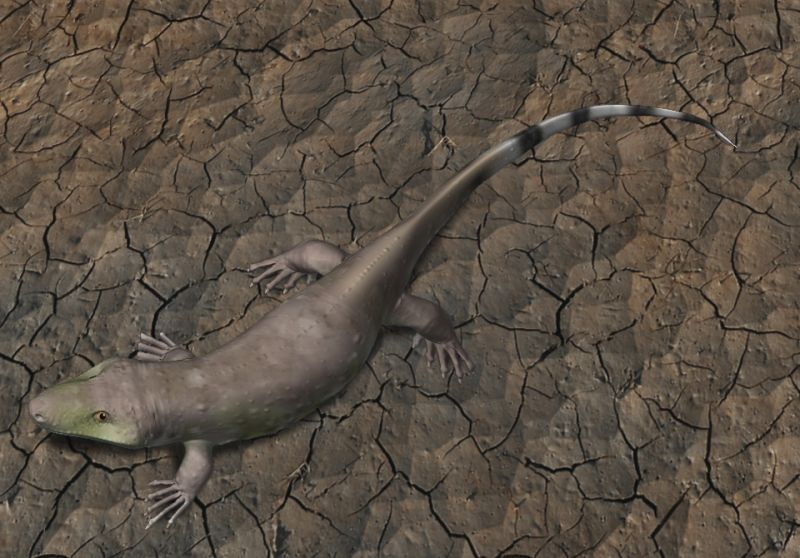
Tseajaia
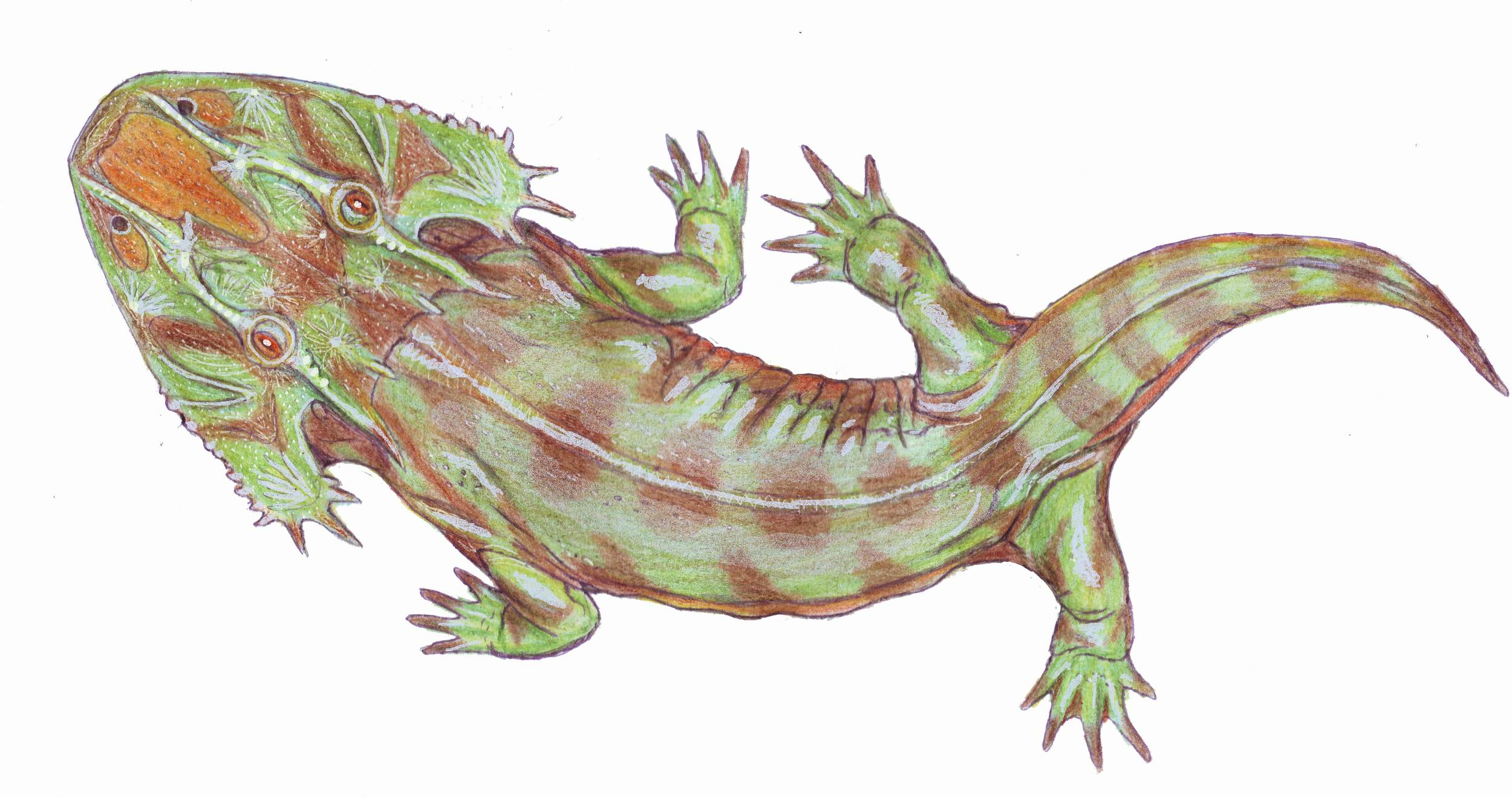
Zatrachys
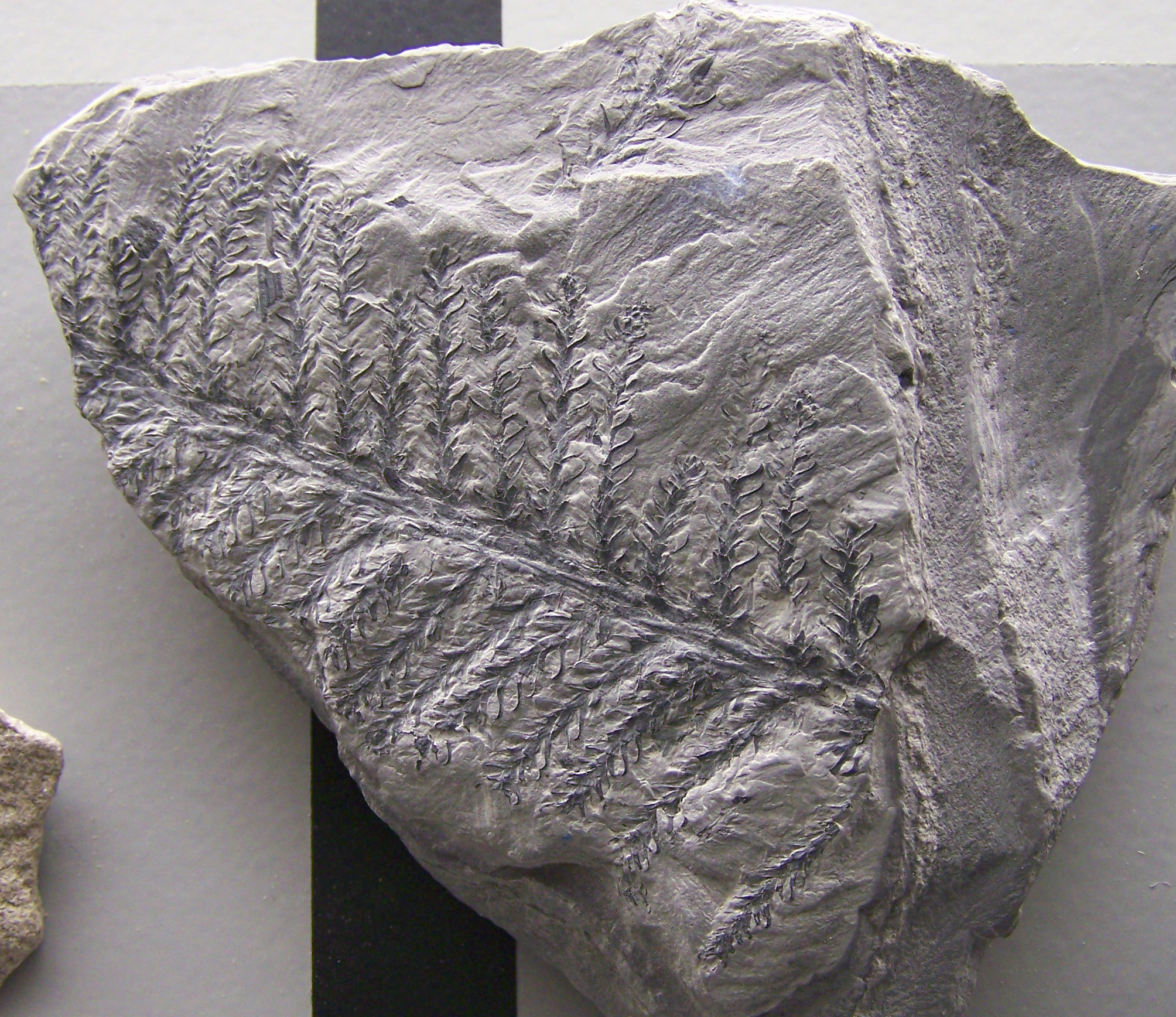
Walchia

Die in New Mexico gemachten Tetrapodenfunde ermöglichten es Lucas, drei Landwirbeltier-Biozonen (engl. LVF – «Land-vertebrate faunachron») zu unterscheiden, die zur globalen Korrelation terrestrischer Ablagerungen herangezogen werden können (von jung nach alt):
- Seymourium - charakterisiert durch den Anthracosaurier Seymouria - Artinskium bis Kungurium
- Coyoteum - charakterisiert durch den Pelycosaurier Sphenacodon - Gzhelium bis Artinskium
- Cobreum - charakterisiert durch den ursprünglichen Amniot Desmatodon und den Anthracosaurier Limnoscelis - Gzhelium